# Хагенбунд
Хагенбунд или Союз художников Хаген — группа австрийских художников, основанная в 1899 году. Название группы произошло от имени господина Хагена, владельца гостиницы в Вене, которую они часто посещали.

## Ранняя история
Самыми известными участниками группы на раннем этапе её существования были Генрих Лефлер и Йозеф Урбан, которые первоначально работали и выставляли свои произведения в консервативном Венском Кюнстлерхаусе, но, как и члены Венского Сецессиона, восстали против эстетики истеблишмента и создали свою собственную выставочную организацию.
Хагенбунд действовал почти десять лет в тени популярного и более успешного Сецессиона, и только в годы, последовавшие за разрушительным уходом из Сецессиона группы Густава Климта , его членам удалось развить более умеренную, независимую линию.

## После Первой мировой войны
После 1918 года формальный язык Хагенбунда стал доминировать в художественной деятельности в Вене, а в 1920-х годах он стал важнейшим центром новых художественных течений. Среди ее членов в этот период были Теодор Фрид, Оскар Ласке, Антон Ханак, Керри Хаузер, Георг Майер-Мартон, Джордж Меркель, Сергиус Паузер, Фриц Шварц-Вальдегг, Отто Рудольф Шац, Альбин Эггер-Лиенц и Оскар Кокошка.
Они отмежевываются как от сецессиона, так и от экспрессионизма по вопросам эстетики. Возможно, они одобряли стремление экспрессионистов к реализму, но найденные ими выразительные формальные решения противоречили собственным художественным целям Хагенбунда

## Распад Хагенбунда в 1938 году
В марте 1938 года, через несколько дней после аншлюса Австрии германским рейхом, администрация Хагенбунда и Сецессиона была приведена в соответствие с идеями нацистской партии существующими членами соответствующей организации. В случае Хагенбунда ведущей фигурой был Леопольд Блауэнштайнер, а искусство Хагенбунда описывалось как Искусство фальсификации или декадентское искусство. Многие еврейские члены Хагенбунда должны были бежать из Австрии в этот момент, и активы Хагенбунда были переданы Ассоциации художников изобразительного искусства . Он был объявлен несуществующим 29 сентября 1938 года.

## Члены и приглашенные члены общества
Этот список взят из Chrastek. Перечислено около 250 художников, архитекторов, дизайнеров интерьеров и графических дизайнеров, но поскольку нацисты уничтожили архивы Хагенбунда в сентябре 1939 года, список пришлось реконструировать, и он может быть неполным. Кроме того, на выставках Хагенбунда участвовало чуть менее 1300 приглашенных художников. Среди них Эдгар Дега, Йозеф Добровски, Рауль Дюфи, Лионель Фейнингер, Герхарт Франкль, Оскар Кокошка, Жак Липшиц, Адольф Лоос, Анри Матисс, Эдвард Мунк, Эмиль Нольде, Макс Пехштейн , Пабло Пикассо, Огюст Ренуар, Огюст Роден, и Фердинанд Георг Вальдмюллер
 

### Обычные члены (Мужчины)
- Адуац, Фридрих (1907—1994), 1935—1938
- Александр, Артур Оскар (1876—1953), 1908—1931
- Эймседер, Эдвард (1856—1938), 1900—1905
- Андерсен, Робин Кристиан (1890—1969), 1920—1923
- Баар, Гюго (1873—1912), 1904—1912
- Бахман, Рудольф (1877—1933), 1905—1912
- Бамбергер, Густав (1861—1936), 1900—1922
- Барт, Отто (1876—1916), 1907—1916
- Барвиг, Франц (Старший)(1868—1931), 1905—1924
- Бауридль, Отто (1881—1961), 1906—1913
- Беккер, Ганс Сидониус (1895—1948), 1930—1938
- Бейер, Иосиф Иоганн (1861—1933), 1901—1930
- Блауенштайнер, Леопольд (1880—1947), 1911—1920
- Блейхштайнер, Антон (1897—1963), 1909—1931
- Брейтут, Петр (1869—1930), 1920—1930
- Брен, Ганс (1900—1974), 1929—1938
- Брюнауэр, Отто (1877—1912), 1907—1910
- Бухнер, Рудольф (1894—1962), 1938
- Бургер, Леопольд (1861—1903), 1900—1903
- Коссманн, Альфред (1870—1951), 1902—1905
- Дейнинджер, Ваннибальд (1879—1963), 1920—1926
- Делиц, Лео (1882—1966), 1905—1911
- Добнер, Иосиф (1898—1972), 1926—1928
- Добнер, Томас (1903—1971), 1927/1928
- Треска, Фердинанд (1875—1938), 1903—1912
- Драше-Вартинберг, Ричард Фрейхерр фон (1850—1923), 1902—1905
- Экхардт фон Эккартсбург, Виктор (1864—1946), 1902—1922
- Эрлих, Георг (1897—1966), 1925—1938
- Фахрингер, Карл (1874—1952), 1903—1906
- Фюннер, Рудольф (1879—1959), 1903—1905
- Фелгель фон Фернхольц, Оскар (1876—1957), 1903—1912
- Ференци, Бени (1890—1967), 1927—1938
- Финк, Роберт (1878—1950), 1909—1912
- Фишер, Иоганнес (1888—1955), 1924/1925
- Флох, Иосиф (1894—1977), 1920—1938
- Франк, Рауль (1867—1939), 1904—1909
- Обжаренный, Тео (1902—1980), 1932—1938
- Гертнер Эдуард (1890—1966), 1924—1938
- Геллер, Иоганн Непомук (1860—1954), 1900/1901
- Гергели, Тибор (1900—1978), 1927—1938
- Гермела, Раймонд (1868—1945), 1900—1907
- Гласнер, Якоб (1879—1942), 1912—1920
- Гольц, Александр Димитрий (1857—1944), 1900—1911
- Готтлиб, Леопольд (1879—1934), 1923—1930
- Граф, Людвиг Фердинанд (1868—1932), 1902—1932
- Гросс, Адольф (1873—1937), 1907—1922
- Гросс, Фриц (1895—1938), 1924—1938
- Гунсам, Карл (1900—1972), 1933—1938
- Гуршнер, Густав (1873—1970), 1902—1908
- Хампель, Вальтер Зигмунд (1867—1949), 1902—1911
- Харта, Феликс Альбрехт (1884—1967), 1928—1938
- Хассман, Карл Людвиг (1869—1933), 1902—1909
- Хаук, Карл (1898—1974), 1927—1938
- Хаузер, Керри (1895—1985), 1925—1938
- Хайек, Ганс фон (1869—1940), 1902—1906
- Хегенбарт, Фриц (1864—1943), 1902—1912
- Хегенбарт, Эмануэль (1868—1923), 1902—1912
- Хегер, Рольф Евгений (1892—1954), 1930—1938
- Хейда, Вильгельм (1868—1942), 1900—1912
- Хей, Иосиф (1876—1952), 1902—1909
- Глукал, Ганс (1888—1944), 1920—1927
- Гофман фон Вестенхоф, Август (1849—1923), 1902—1912
- Хоффманн, Отто (1866-после 1937?), 1932—1935
- Гек, Карл (1876—1926), 1907—1913
- Хамплик, Иосиф (1888—1958), 1928—1938
- Яронек, Богумир (1866—1933), 1905—1912
- Чжун, Георг (1899—1957), 1924—1938
- Джунганс, Пол Джулиус (1876—1958), 1905—1911
- Джунгникель, Людвиг Генрих (1881—1965), 1919—1924
- Джунк, Рудольф (1880—1943), 1908—1922
- Карер, Максимилиан (1878—1937), 1905—1907
- Каспаридес, Эдуард (1858—1926), 1900—1904
- Кауфманн, Вильгельм (1895—1975), 1932—1938
- Келлер, Альфред (1875—1945), 1902—1917
- Керн, Теодор (1900—1969), 1927—1938
- Клиер, Вильгельм (1900—1968), 1926—1938
- Клосс, Роберт (1889—1950), 1922—1938
- Кнапитч, Фридрих фон (1880—1962), 1920—1922
- Коль, Роберт (1891—1944), 1937/1938
- Конопа, Рудольф (1864—1938), 1900—1907
- Куба, Людвик (1863—1956), 1906—1913
- Кюль, Готтхардт (1850—1915), 1906—1912
- Ланг, Эрвин (1886—1962), 1924—1938
- Ларссон, Карл Улоф (1853—1919), 1910—1912
- Ласке, Оскар (1874—1951), 1907—1924
- Лефлер, Генрих (1863—1919), 1900—1909
- Лерх, Франц (1895—1977), 1927—1938
- Лец, Ханс (1908—1983), 1937/1938
- Леб, Альфред (1865-до 1945), 1926—1938
- Лев, Якоб (1887—1968), 1927—1938
- Лунц, Адольф (1875—1934), 1904—1908
- Люкс, Ричард (1877—1939), 1907—1909
- Маркус, Карл (1899—1974), 1937/1938
- Майер-Мартон, Георг (1897—1960), 1925—1938
- Медиц, Карл (1868—1945), 1902—1912
- Меркель, Джордж (1881—1976), 1919—1926, 1934—1938
- Михл, Фердинанд (1877—1951), 1906—1922
- Нойхаус, Фриц Бертольд (1882-после 1950?), 1908—1912
- Орлей, Роберт (1876—1945), 1902
- О'Линч, Карл (1869—1942), 1902—1906
- Паар, Эрнст (1906—1986), 1935—1938
- Паджер-Гартеген, Роберт (1886—1944), 1922—1938
- Парин, Джино, также известный как Фридрих Поллак (1876—1944), 1908—1912
- Паузингер, Клеменс от (1855—1936), 1900/1901
- Паутч, Фредерик (1912-?)
- Пайер, Эрнст (1862—1937), 1900—1905
- Пешка, Антон (1885—1940), 1920—1928
- Певец, Георгий (1893—1971), 1926—1928
- Филиппи, Роберт (1877—1959), 1920—1925
- Пиппич, Карл (1862—1932), 1900/1901
- Планк, Виктор (1904—1941), 1927—1938
- Пойнтнер, Рудольф (1907—1991), 1934—1938
- Ползер, Франц (1875—1930), 1911—1921
- Потузник, Хериберт (1910—1984), 1937/1938
- Поволни, Михаэль (1871—1954), 1906—1908
- Прегартбауэр, Лоис (1899—1971), 1932—1938
- Пуртшер, Альфонс (1885—1962), 1924—1932, 1935—1938
- Радлер, Фридрих фон (1876—1942), 1902
- Ранзони, Ганс (Старший)(1868—1956), 1900—1905
- Ратхаусский, Ганс (1858—1912), 1900—1905
- Райниц, Максимилиан (1872—1935), 1919—1935
- Ресс, Пол (1878—1952), 1906—1909
- Реусс, Альберт (1889—1975), 1931—1938
- Реви, Генрих (1883—1949), 1912—1924
- Резник, Фердинанд (1868—1909), 1902—1909
- Рихтер, Готфрид (1904—1968), 1933—1935
- Рисс, Томас (1871—1959), 1904—1912
- Рот, Августин (1864—1952), 1900—1924
- Румбольд, Карл Йозеф (1893—1965), 1920—1935
- Шаффгоч, Герберт (1860—1943), 1907—1926
- Шаффран, Эммерих (1883—1962), 1927—1938
- Шац, Отто Рудольф (1900—1961), 1928—1938
- Шифф, Роберт (1869—1935), 1901—1905
- Ширнбёк, Фердинанд (1859—1930), 1902—1922
- Шварц-Вальдегг, Фриц (1889—1942), 1919—1938
- Сейболд, Алоис Леопольд (1879—1951), 1912—1924
- Сичульский, Казимир (1879—1942), 1905—1912
- Сиек, Рудольф (1877—1957), 1905—1913
- Симай, Имре (1874—1955), 1905—1912
- Штагер, Фердинанд (1880—1976), 1910—1913
- Штайнер, Хайнц (1905—1974), 1937/1938
- Стемоляк, Карл (1875—1954), 1907—1938
- Страка, Иосиф (1864—1946), 1900—1903
- Странски, Фердинанд (1904—1981), 1937/1938
- Стрекер, Эмиль (1841—1925), 1900/1901
- Штандль, Теодор (1875—1934), 1903—1907
- Штёр, Эрнст (1860-1917), 1899-1917
- Штурм-Скрла, Евгений (1894—1943), 1919—1921
- Суппанчич, Максимилиан (1865—1953), 1900—1905
- Таутенхайн, Иосиф (Младший) (1868—1962), 1902
- Тиле, Франц (1868—1945), 1900—1912
- Тёни, Эдуард (1866—1950), 1902.1912
- Карпентер, Виктор (1890—1951), 1920—1938
- Томек, Генрих (1863—1928), 1900/1901
- Тропш, Рудольф (1870-после 1923), 1902
- Урбан, Иосиф (1872—1933), 1900—1909
- Узимбло, Хенрик (1879—1949), 1906—1913
- Вагнер, Эрнст (1877—1951), 1922—1938
- Вессеман, Альфред (1876—1945), 1904—1905
- Видтер, Конрад (1861—1904), 1902—1904
- Вильке, Карл Александр (1879—1954), 1907—1910
- Уилт, Ганс (1867—1917), 1900—1905
- Воднский, Вильгельм (1876—1958), 1907—1913
- Верлен, Георг Филипп (1886—1954), 1927—1936
- Зита, Генрих (1882—1951), 1902
- Зофф, Альфред (1852—1927), 1900/1901
- Зорн, Андерс (1860—1920), 1910—1912
- Згель, Генрих фон (1850—1941), 1908—1912
- Зумбуш, Людвиг фон (1861—1927), 1902—1912

### Чрезвычайные члены (женщины с 1924 года)
- Эрлих, Беттина (1903—1985), 1924—1938
- Фишер, Мария (1886—1965), 1924—1835
- Джон-Хамплик, Хильдегард (1881—1963) 1930—1938
- Кёвесези-Кальмер, Эльза (1876—1956), 1925—1926
- Кампманн, Иоганна (1888—1940), 1925—1926
- Лешнай, Анна (1885—1966), 1930—1938
- Меркель-Ромео, Луиза (1888—1977), 1925—1938
- Пуртчер-Уайденбрук, Нора (1894—1959), 1924—1932, 1935—1938
- Сальвенди, Фрида (1887—1965), 1928—1938
- Шредера-Эренфест, Анна (1898—1972), 1926—1938
- Штайнер, Лилли (1884—1961), 1924—1926
- Вильгельм, Грете(1887—1942), 1925—1938
- Зак, Франциска (1900—1930), 1930/1931 (посмертно)